# Freyre (Argentine)
Pour les articles homonymes, voir Freyre.
Freyre est une localité du département de San Justo dans la province de Córdoba en Argentine.